# This Time (Monika Linkytė & Vaidas Baumila sang)
"This Time" er navnet på den sang, der vil repræsentere Litauen i Eurovision Song Contest 2015. Monika Linkytė og Vaidas Baumila blev udvalgt til at synge den sang den 21. februar 2015.

## Musikvideo
Musikvideoen blev udgivet den 13. april 2015. 